# 177e méridien ouest
En géographie, le 177e méridien ouest est le méridien joignant les points de la surface de la Terre dont la longitude est égale à 177° ouest.

## Géographie

### Dimensions
Comme tous les autres méridiens, la longueur du 177e méridien correspond à une demi-circonférence terrestre, soit 20 003,932 km. Au niveau de l'équateur, il est distant du méridien de Greenwich de 19 703 km,.
Avec le 3e méridien est, il forme un grand cercle passant par les pôles géographiques terrestres.

### Régions traversées
En commençant par le pôle Nord et descendant vers le sud au pôle Sud, Le 177e méridien ouest passe par:
| Coordonnées           | Pays, territoire ou mer | Notes |
| --------------------- | ----------------------- | --- |
| 90° 00′ N, 177° 00′ O | Océan Arctique          | |
| 71° 42′ N, 177° 00′ O | Mer des Tchouktches     | Passe juste à l'est de l'Île Wrangel, Tchoukotka, Russie (à 71° 13′ N, 177° 27′ O) |
| 68° 08′ N, 177° 00′ O | Russie                  | Tchoukotka |
| 65° 36′ N, 177° 00′ O | Mer de Bering           | Passe juste à l'est de l'Île Kanaga, Alaska, États-Unis (à 51° 54′ N, 177° 02′ O) Passe juste à l'ouest de l'Île Adak, Alaska, États-Unis (à 51° 37′ N, 176° 59′ O)                                                                        |
| 51° 40′ N, 177° 00′ O | Océan Pacifique         | Passe juste à l'est de l'atoll Midway, États-Unis (à 28° 12′ N, 177° 19′ O) Passe juste à l'ouest de l'Île Howland, États-Unis (à 0° 48′ N, 176° 38′ O) Passe juste à l'ouest de l'île Chatham, Nouvelle-Zélande (à 43° 49′ S, 176° 54′ O) |
| 60° 00′ S, 177° 00′ O | Océan Austral           | |
| 78° 25′ S, 177° 00′ O | Antarctique             | Dépendance de Ross, Liste des territoires revendiqués par la Nouvelle-Zélande |